# ایرینا املیانسوا

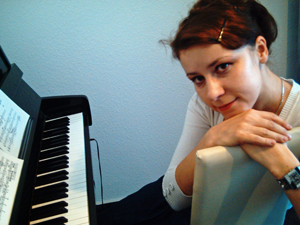
ایرینا املیانسوا

ایرینا املیانسوا (به روسی: Ирина Емельянцева) (زاده ۲۶ سپتامبر ۱۹۷۳ در سلتسو، استان بریانسک، روسیه) آهنگساز روسی است که آثار ارکسترال و موسیقی مجلسی در گروه های مختلف و همچنین پیانیست است.

## زندگینامه
او در طول زندگی حرفه ای خود با ارکستر سمفونیک درسدن، با فیلارمونیک مجلسی روسیه سن پترزبورگ، تئاتر قلعه آکادمی موسیقی راینسبرگ، ارکستر فیلارمونیک تئاتر دولتی کوتبوس، گروه موزیک برلین، کار کرده است.
ایرینا املیانسوا در کالج موسیقی شهر بریانسک در مارک بلودوبروفسکی تحصیل کرد. او تحت تأثیر موسیقی اسکاربیان و روسلاوتس  تصمیم گرفت خود را وقف آهنگسازی کند. او آهنگسازی و پیانو نوازی را (پروفسور ان. ایزمونت) را در کنسرواتوار موسیقی سن پترزبورگ آموخت و پس از فارغ التحصیلی در آنجا به عنوان دستیار مشغول به کار شد.
آهنگ های او به طور منظم در کنسرت ها و جشنواره های متعدد اجرا می شود. علاوه بر این، موسیقی و کنسرت های آنها اغلب به کانال های مختلف رادیویی نیز ارسال و پخش می شود.

## جوایز
- جایزه بنیاد گارتو برای آهنگسازان جوان در آلمان (۱۹۹۵)
- جایزه آهنگساز در جشنواره راه های صدا در سنت پترزبورگ (۱۹۹۶)

## دیسکوگرافی
- ایرینا املیانتسوا : آثار پیانو. نئوس، مونیخ ۲۰۱۵